# Freddie Webster
Freddie Webster (Cleveland, 8 giugno 1916 – Chicago, 1º aprile 1947) è stato un trombettista statunitense jazz, ricordato soprattutto per l'influenza che ebbe su Miles Davis nei primi tempi della sua carriera.

## Biografia
(Dizzy Gillespie)
Webster era un promettente trombettista dell'era bebop, che fu elogiato da Dizzy Gillespie e che Miles Davis cita come uno dei suoi compagni nella band di Billy Eckstine, la prima del Be-bop, e come un collega che avrebbe cercato di imitare durante i suoi primi anni a New York.
Webster aveva un suo gruppo e fu attivo in Ohio prima di trasferirsi a New York, dove iniziò a lavorare per Benny Carter, Cab Calloway, Earl Hines, Jimmie Lunceford, Billy Eckstine (la cui orchestra aveva come cantante, Sarah Vaughan), e incidendo due versioni del suo brano Reverse the Charges. In poco tempo si fece valere come uno dei giovani leoni della tromba della scena bop.
Scomparve ad appena trent'anni, stroncato da un attacco di cuore durante un tour a Chicago, nella sua stanza all'Hotel Strode. Secondo Miles Davis, ed altri, la sua morte fu provocata da una dose avvelenata di eroina che Sonny Stitt avrebbe passato a Webster. Stitt, a sua volta, l'avrebbe avuta da qualcuno che voleva vendicarsi di lui, sempre per questioni di droga. Chi lo sentì dal vivo afferma che dalle poche incisioni che rimangono è quasi impossibile farsi un'idea della bravura di questo sfortunato musicista.

## Tributi a Freddie Webster
- Il pezzo "Strode Rode", nell'album Saxophone Colossus di Sonny Rollins, si riferisce all'albergo dove Webster morì.